# Ropinirol
A ropinirol nem ergolin-vázas, dopaminreceptor agonista. A Parkinson-kór korai stádiumában késlelteti a levodopa-kezelés megkezdésének szükségességét.  A ropinirol ezenkívül a nyugtalan lábak szindróma („lábidegesség”) elleni szer.

## Adagolás
A Requip nevű készítményben a hatóanyag mennyisége tablettánként 0,25 mg-től 5 mg-ig változik. Ennek célja az adag mennyiségi meghatározása. A folyamat során a betegnek szorosan együtt kell működnie a kezelőorvosával.
Nyugtalan lábak szindróma esetén a napi maximális adag 4 mg, melyet lefekvés előtt 1–3 órával kell bevenni (a „lábidegesség” leggyakrabban lefekvéskor jelentkezik). Egy egy évig tartó nyílt (placebo nélküli) kísérlet szerint az átlagos adag 1,9 mg lefekvés előtt 1–3 órával.
Parkinson-kór esetén az ajánlott legnagyobb napi adag 24 mg, melyet három adagban kell bevenni. Vesebetegség végső stádiumában az ajánlott adag 25%-kal kisebb.

## Hatása
A ropinirol D2, D3 és D4-agonista, a D3 dopaminreceptorokra hat a legerősebben. Jóval kisebb a hatása az 5-HT2- (a 2-es családba tartozó szerotonin-) és α2 adrenerg receptorokra. Gyakorlatilag nincs hatása az 5-HT1- (szerotonin-), GABA-, muszkarin- (acetilkolin-), valamint az α1 és β (adrenerg) receptorokra.
A striatalis dopamin receptorok stimulálása révén csökkenti a Parkinson-kórra jellemző dopaminhiányos tüneteket. A hipotalamuszra és az agyalapi mirigyre hatva gátolja a prolaktin-elválasztást.
Adjuváns (kiegészítő) terápiaként fokozza a levodopa hatását és enyhíti a krónikus levodopa-kezelés során fellépő „on-off” effektust ill. az „end of dose” akinesiát. Lehetővé teszi a levodopa adagjának csökkentését.

## Készítmények[2]
- Adartrel
- Repreve
- Requip
- Ropinirole

## Fordítás
Ez a szócikk részben vagy egészben  a   Ropinirole című angol Wikipédia-szócikk fordításán alapul.  Az eredeti cikk szerkesztőit annak laptörténete sorolja fel. Ez a jelzés csupán a megfogalmazás eredetét és a szerzői jogokat jelzi, nem szolgál a cikkben szereplő információk forrásmegjelöléseként.